# Hymne valaisan
Ne pas confondre avec Marignan (hymne), qui est l'hymne orchestral.
Notre Valais (ou Wallis, unser Heimatland) est l'hymne officiel du canton du Valais, en Suisse. Il représente symboliquement l'attachement des Valaisans à leur terre et à leur identité. Le canton étant bilingue, dispose d'une version de cet hymne en français ainsi qu'en allemand.
En complément de Notre Valais, Marignan est également un hymne officiel du canton, mais dans une version instrumentale orchestrale.

## Histoire
À l’origine, Wallis, unser Heimatland est un chant patriotique composé en 1890 par Ferdinand Othon Wolf (1838–1906), botaniste allemand et professeur au collège de Sion. Désireux de créer une œuvre dédiée à la jeunesse valaisanne, Wolf s’inspire d’un poème du poète et Conseiller d’État valaisan Leo Luzian von Roten (de). Le texte original est rédigé en allemand.
Par la suite, un professeur lausannois, L. Durant, en propose une traduction française sous le titre Notre Valais. Cette version ne comporte que cinq strophes, contre les sept de l’original allemand.
En 1900, Ferdinand Othon Wolf publie une nouvelle version de Wallis, unser Heimatland. Le texte demeure inchangé, mais la mélodie est modifiée.
Peu apprécié à ses débuts, le chant, dans sa version originale, ne commence à être véritablement chanté qu’à partir des années 1910. En 1918, il est intégrée au recueil Chants obligatoires pour les écoles primaires des cantons romands, marquant ainsi son entrée dans le répertoire scolaire officiel.

### Marignan
En 1939, le compositeur bâlois Jean Daetwyler, alors établi à Sierre, reçoit une commande à l’occasion du cinquantième anniversaire de la Fédération de musique du Valais central. Pour répondre à cette demande, il puise dans une marche funèbre qu’il avait initialement composée pour la Gérondine de Sierre, en reprenant deux de ses thèmes. Il en double le tempo, transformant ainsi profondément l’atmosphère de l’œuvre. Souhaitant enrichir sa composition, Daetwyler y intègre un troisième mouvement. Il choisit pour cela la mélodie de Notre Valais, qu’il adapte en modifiant la fin : estimant les dernières mesures trop lentes, il les supprime afin d’obtenir une version plus dynamique.

### Hymne officiel
En 2015, lors des festivités marquant le bicentenaire de l'entrée du Valais dans la Confédération suisse, Jacques Melly, alors président du Conseil d'État, propose l'idée d'officialiser un hymne cantonal. Le 27 avril 2016, le Conseil d'État valaisan reconnaît officiellement Notre Valais comme hymne cantonal, tout en attribuant également le statut d'hymne officiel instrumental au morceau Marignan, une marche orchestrale. Cette reconnaissance formelle est suivie d'une cérémonie officielle sur la Place de la Planta, où l'hymne a été interprété par l'Harmonie municipale de Sion, accompagnée de la chanteuse Sylvie Bourban.

## Paroles
| Paroles francophones : Hymne valaisan 1. Quel est ce pays merveilleux, Que je chéris, où je suis né ? Où l'Alpe blanche jusqu'aux cieux Élève son front couronné ! Refrain Vallée où le Rhône a son cours, Noble pays de mes amours, C'est toi, c'est toi, mon beau Valais ! Reste à jamais, Reste à jamais, Reste mes amours ! 2. Pays si souvent arrosé Par le sang des preux, des héros, Qui pour leurs neveux ont posé Le fondement des jours nouveaux, Refrain 3. Pays qui voit sur les grands monts Bondir le timide chamois. Lorsqu'en bas brillent les moissons, Le doux raisin, les fruits de choix. Refrain 4. Pays charmant et radieux Où la rose alpine fleurit, Où le glacier, de nouveaux feux, Le soir s'empourpre et resplendit. Refrain 5. Pays qu'habite un peuple heureux, Ami de la simplicité, Intrépide et laborieux, Gardant sa foi, sa liberté. Refrain | Paroles germanophones : Walliser Hymne Wallis, unser Heimatland. 1. Nennt mir das Land, so wunderschön, Das Land, wo ich geboren bin, Wo himmelhoch die Berge steh'n, Und Mannskraft wohnt bei schlichtem Sinn. Refrain Das ist das Land, am Rhonestrand, Ist Wallis, unser Heimatland, Das ist das Land am Rhonestrand, Ist Wallis, ist Wallis, unser Heimatland. 2. Nennt mir das Land, das Heldenblut Getränkt in mancher heißen Schlacht, Wo freier Väter Asche ruht, Von freien Söhnen treu bewacht. Refrain 3. Nennt mir das Land, so heimisch traut, Wo auf den Höh'n die Gemse schweift, Und in dem Tal, vom Fleiß bebaut, Die süße Frucht des Südens reift. Refrain 4. Nennt mir das Land, von Gott gemacht, Wo frisch die Alpenrosen blüh'n, Und in der Abendsonne Pracht, Die Gletscherfirnen hoch erglüh'n. Refrain 5. Nennt mir das Land, ob's kracht und blitzt, Wo hoch der Freiheit Fahne weht, Von starkem Mannesmut beschützt, Der jedem Unrecht widersteht. Refrain 6. Nennt mir das Land, wo in dem Feld Sich früh der junge Schütze übt, Der treu am alten Glauben hält, Und schwärmerisch die Heimat liebt. Refrain 7. Nennt mir das Land, nach dem zurück Es stets den Sohn der Berge zieht, Wenn er mit tränumflortem Blick, im Geist die ferne Heimat liebt. Refrain |